# Терелесовское сельское поселение
Терелесовское се́льское поселе́ние — упразднённое муниципальное образование в составе Вышневолоцкого района Тверской области.
На территории поселения находились 5 населённых пунктов. Центр поселения — посёлок Терелесовский.
Образовано в 2005 году, включило в себя часть территории Терелесовского сельского округа.

## Географические данные
- Общая площадь: 26,7 км²
- Нахождение: восточная часть Вышневолоцкого района
  - Граничит:
    - на северо-востоке — с Дятловским СП,
    - на юго-западе — с Горняцким СП (по реке Тверце).

Поселение пересекает Октябрьская железная дорога (главный ход Москва — Санкт-Петербург).

## Экономика
Торфоразработки.

## Население
На 01.01.2008 — 1718 человек.

## Населенные пункты
На территории поселения находятся следующие населённые пункты:
| № | Тип нп | Название      | Население (2008 год) |
| - | ------ | ------------- | -------------------- |
| 1 | дер.   | Елизаветино   | 18                   |
| 2 | пос.   | Осеченка      | 345                  |
| 3 | дер.   | Тверстянка    | 11                   |
| 4 | пос.   | Терелесовский | 1051                 |
| 5 | пос.   | Трудовой      | 293                  |